# Speed (groupe japonais)
Pour les articles homonymes, voir Speed.
Speed, stylisé SPEED, est un groupe féminin de dance vocale japonais, originaire d'Okinawa. Il est actif entre 1996 et 2001, puis reformé en 2008 jusqu'en 2012. Oscillant entre pop et RnB, c'est le groupe féminin le plus vendeur au Japon, avec 20 millions de disques.

## Biographie

### Débuts (1996–1997)
Speed est formé en août 1996 de quatre jeunes chanteuses et danseuses de l'Okinawa Actor's School, Hiroko Shimabukuro (alias Hiro), Eriko Imai (future Elly), Takako Uehara et Hitoe Arakaki (Hitoe), les deux premières se partageant les vocaux. Contrairement aux autres artistes issus de l'Okinawa Actors School, qui sont signés chez Avex, Speed est à la place signé chez Toy's Factory, ce qui leur permet de garder plus de contrôle sur la créativité et la liberté d'expression. Le groupe est produit par Hiromasa Ijichi, qui écrit et compose ses chansons.
Pendant sa création, Speed enregistre quelques morceaux ; cependant, Body and Soul devient rapidement leur premier single. Le clip de la chanson est filmé à San Francisco et Los Angeles et le single se vend à 638 000 exemplaires. Body and Soul est rapidement suivi par le single ballade Steady, qui se vend à plus de 1,27 million d'exemplaires. Par la suite, Speed décide de faire une chanson plus rapide et sort Go! Go! Heaven. Le clip est filmé à New York et Miami. Après Go Go Heaven, Speed publie son premier album, Starting Over, qui comprend des chansons upbeat mêlées à des ballades douces. Il atteint la première place de l'Oricon

### Montée du succès (1997–1998)
En octobre 1997, ils publient White Love. Leur style de dance à ballade pour le single. Le single spécial hiver devient un succès pendant les périodes de vacances. À cette période, le single sort des classements avec 1,845 million d'exemplaires vendus. Après White Love, Speed continue de un style plus sombre publiant le morceau My Graduation, qui se vend à 1,475 million d'exemplaires.
Après My Graduation, Speed publie son deuxième album tant attendu, Rise, en 1998. Rise voit un changement de style musical avec un son plus futuriste que son prédécesseur. Apparemment, le single Wake Me Up! aurait été remixé dans un style qui harmonisera celui déjà présent dans l'album. Rise est bien accueilli et atteint la première place de l'Oricon avec deux millions d'exemplaires vendus. Après la sortie des singles Andromedia et Alive, Speed prépare sa tournée Rise Tour. Elles décident de tourner dans tout le pays. Tous les concerts se jouent rapidement à guichet fermé. Elles jouent au Tokyo Dome, Nagoya Dome, Osaka Dome, et Fukuoka Dome. Speed est le premier groupe de J-pop féminin à terminer le Dome Tour. La même année, les membres du groupe sont également les héros d'un film, Andromedia, réalisé par Takashi Miike.

### Séparation (1999–2000)
En octobre 1999, Speed annonce sa séparation. La nouvelle choque les fans et artistes auxquels elles sont apparentées. Elles donnent comme explication le fait qu'elles ont grandi et qu'elles souhaitent s'orienter vers différents horizons musicaux. Après cette nouvelle, le 3 novembre 1999, Speed publie son dernier single, Long Way Home, qui est axé RnB. Le single n'atteint pas la première place de l'Oricon malgré 366 000 exemplaires vendus, étant en compétition avec le morceau Arashi du boys band Arashi, qui s'est vendu à 557 000 exemplaires.
Après avoir sorti trois albums studio et onze singles, Speed se sépare le 31 mars 2000, les membres souhaitant poursuivre leurs propres carrières en solo, et sort les compilations Dear Friends 1 et Dear Friends 2 en guise d'adieu. Mais le groupe se reforme ensuite à deux reprises à titre provisoire pour des concerts de charité, en 2001 avec un album live et un single, puis en 2003 avec un quatrième album studio, un album live et deux singles.

### Retour (2008–2011)
Speed annonce son retour permanent en septembre 2008, participant à une émission à but caritative intitulée 24 Hour Television les 30 et 31 août. Elles publient un nouveau single, mais avec cette fois un succès mitigé.
Le 1er juillet 2009, le nouveau fanclub de Speed, le Speed Way, ouvre ses portes. Speed publie son seizième single, S.P.D. Speed remporte le Best Jeanist Award le 19 octobre à l'une des quelques remises de prix bizarres organisées au Japon pour des fins promotionnels. Leur best-of, Speedland: The Premium Best Re Tracks, est publié le 5 août 2009, et atteint la deuxième place de l'Oricon.
Le 21 avril 2010, deux jours avant leur tournée, le 17e single de Speed, Himawari: Growing Sunflower, est publié. Pendant leur tournée, Speed donne une rare interview à un média anglais, au Metropolis concernant leur retour. Le 1er septembre, elles sortent leur 18e single, Yubiwa.
Le 18 novembre, Speed sort un album-photo appelé Welcome to Speedland.

### Nouvelle séparation (2012)
Après avoir sorti cinq autres singles et un cinquième album studio en 2012, le groupe est mis en pause en 2013, à la suite du mariage et du retrait officieux de Hitoe en avril ; une compilation prévue en fin d'année et intitulée Dear Friends 3, qui aurait donc pu laisser penser à de nouveaux adieux de la part du groupe, est finalement annulée. Ne sortiront durant les années suivantes que des compilations et ré-éditions.
Les deux chanteuses de Speed, Hiro et Eriko, continuent toutefois à collaborer, d'abord dans le cadre de l'émission télévisée Utage dont elles sont des participantes régulières, puis en formant en 2015 le duo Erihiro, sortant un premier single en duo en août, Stars.

## Vidéographie

### VHS
- 1997 : SPEED FIRST LIVE Starting Over from ODAIBA
- 1998 : SPEED VIDEO CLIPS SPEED SPIRITS
- 1999 : SPEED // TOUR RISE IN TOKYO DOME
- 2000 : SPEED FINAL DOME TOUR REAL LIFE
- 2000 : SPEED VIDEO CLIPS SPEED SPIRITS II

(Toutes les VHS ont été ré-éditées en DVD en 2003)

### DVD
- 2000 : SPEED VIDEO CLIPS「SPEED SPIRITS COMPLETE」
- 2003 : Save the Children SPEED LIVE 2003
- 2009 : Welcome to SPEEDLAND SPEED LIVE 2009 @ Bukodan
- 2010 : GLOWING SUNFLOWER SPEED LIVE 2010 @ Osaka-jō Hall
- 2011 : BIBLE-SPEED BEST CLIPS-